# Superliga de Serbia 2006-07
La Superliga de Serbia en su temporada 2006-07, fue la 1ª edición del torneo bajo esta denominación, tras la Disolución de Serbia y Montenegro. El campeón fue el club Estrella Roja de Belgrado que consiguió su 25° título en su historia; logró además el doblete al vencer en la final de la copa al Vojvodina Novi Sad.

## Formato de competición
El torneo se disputó en dos fases, en primera fase los doce clubes en competencia se enfrentaron dos veces a sus oponentes en dos ruedas (ida y vuelta). Los seis primeros clasificados en primera fase disputan un hexagonal por el campeonato mientras los seis restantes disputan un hexagonal por el descenso, Al final de la temporada los últimos dos de la clasificación son relegados y sustituidos por los dos mejores clubes de la Segunda Liga.

## Primera Liga

### Primera Fase
|  |     | Equipo                 | PJ | PG | PE | PP | GF | GC | DG  | PTS |
|  | --- | ---------------------- | -- | -- | -- | -- | -- | -- | --- | --- |
|  | 1.  | Estrella Roja Belgrado | 22 | 16 | 3  | 3  | 37 | 16 | +21 | 51  |
|  | 2.  | Partizan Belgrado      | 22 | 13 | 3  | 6  | 32 | 20 | +12 | 42  |
|  | 3.  | Vojvodina Novi Sad     | 22 | 11 | 4  | 7  | 23 | 16 | +7  | 37  |
|  | 4.  | Mladost Apatin         | 22 | 9  | 8  | 5  | 19 | 13 | +6  | 35  |
|  | 5.  | Hajduk Kula            | 22 | 11 | 2  | 9  | 21 | 21 | 0   | 35  |
|  | 6.  | Bežanija Novi Belgrade | 22 | 7  | 12 | 3  | 24 | 17 | +7  | 33  |
|  | 7.  | OFK Belgrado           | 22 | 8  | 8  | 6  | 28 | 16 | +12 | 32  |
|  | 8.  | Banat Zrenjanin        | 22 | 8  | 5  | 9  | 20 | 27 | -7  | 29  |
|  | 9.  | FK Smederevo           | 22 | 6  | 7  | 9  | 17 | 21 | -4  | 25  |
|  | 10. | Borac Cacak            | 22 | 5  | 7  | 10 | 10 | 17 | -7  | 22  |
|  | 11. | Voždovac Belgrado      | 22 | 4  | 6  | 12 | 16 | 31 | -15 | 18  |
|  | 12. | Zemun Belgrado         | 22 | 0  | 3  | 19 | 8  | 40 | -32 | 3   |

|  | Clasificación para Segunda fase Grupo Campeonato. |

### Grupo Campeonato
|  |    | Equipo                 | PJ | PG | PE | PP | GF | GC | DG  | PTS |
|  | -- | ---------------------- | -- | -- | -- | -- | -- | -- | --- | --- |
|  | 1. | Estrella Roja Belgrado | 10 | 7  | 2  | 1  | 18 | 11 | +7  | 23  |
|  | 2. | Vojvodina Novi Sad     | 10 | 5  | 2  | 3  | 15 | 9  | +6  | 17  |
|  | 3. | Partizan Belgrado      | 10 | 5  | 0  | 5  | 15 | 11 | +4  | 15  |
|  | 4. | Bežanija Novi Belgrade | 10 | 5  | 0  | 5  | 12 | 14 | -2  | 15  |
|  | 5. | Hajduk Kula            | 10 | 3  | 2  | 5  | 8  | 9  | -1  | 11  |
|  | 6. | Mladost Apatin         | 10 | 2  | 0  | 8  | 6  | 20 | -14 | 6   |

### Grupo Descenso
|  |     | Equipo            | PJ | PG | PE | PP | GF | GC | DG  | PTS |
|  | --- | ----------------- | -- | -- | -- | -- | -- | -- | --- | --- |
|  | 7.  | Voždovac Belgrado | 10 | 6  | 1  | 3  | 17 | 14 | +3  | 19  |
|  | 8.  | OFK Belgrado      | 10 | 6  | 0  | 4  | 21 | 13 | +8  | 18  |
|  | 9.  | FK Smederevo      | 10 | 6  | 0  | 4  | 16 | 19 | -3  | 18  |
|  | 10. | Borac Čačak       | 10 | 5  | 1  | 4  | 16 | 13 | +3  | 16  |
|  | 11. | Banat Zrenjanin   | 10 | 4  | 1  | 5  | 16 | 17 | -1  | 13  |
|  | 12. | Zemun Belgrado    | 10 | 1  | 1  | 8  | 14 | 24 | -10 | 4   |

### Clasificación final
- La suma de puntos obtenidos en las dos fases, determina la clasificación.

|  |     | Equipo                 | PJ | PG | PE | PP | GF | GC | DG  | PTS |
|  | --- | ---------------------- | -- | -- | -- | -- | -- | -- | --- | --- |
|  | 1.  | Estrella Roja Belgrado | 32 | 23 | 5  | 4  | 55 | 27 | +28 | 74  |
|  | 2.  | Partizan Belgrado      | 32 | 18 | 3  | 11 | 47 | 31 | +16 | 57  |
|  | 3.  | Vojvodina Novi Sad     | 32 | 16 | 6  | 10 | 38 | 25 | +13 | 54  |
|  | 4.  | Bežanija Novi Belgrade | 32 | 12 | 12 | 8  | 36 | 31 | +5  | 48  |
|  | 5.  | Hajduk Kula            | 32 | 14 | 4  | 14 | 29 | 30 | -1  | 46  |
|  | 6.  | Mladost Apatin         | 32 | 11 | 8  | 13 | 25 | 33 | -8  | 41  |
|  | 7.  | OFK Belgrado           | 32 | 14 | 8  | 10 | 48 | 29 | +20 | 50  |
|  | 8.  | FK Smederevo           | 32 | 12 | 7  | 13 | 33 | 40 | -7  | 43  |
|  | 9.  | Banat Zrenjanin        | 32 | 12 | 6  | 14 | 36 | 44 | -8  | 42  |
|  | 10. | Borac Cacak            | 32 | 10 | 8  | 14 | 26 | 30 | -4  | 38  |
|  | 11. | Voždovac Belgrado      | 32 | 10 | 7  | 15 | 33 | 45 | -12 | 37  |
|  | 12. | Zemun Belgrado         | 32 | 1  | 4  | 27 | 22 | 64 | -42 | 7   |

### Máximos Goleadores
| Goles              | Jugador         | Club |
| ------------------ | --------------- | ---- |
| Srđan Baljak       | Banat Zrenjanin | 18   |
| Ranko Despotović   | FK Vojvodina    | 17   |
| Dušan Đokić        | Estrella Roja   | 14   |
| Đorđe Rakić        | OFK Belgrado    | 13   |
| Nikola Đurđić      | FK Voždovac     | 10   |
| Nebojša Marinković | FK Partizan     | 10   |
| Obiora Odita       | FK Partizan     | 10   |

### Plantel Campeón
- La siguiente es la plantilla del equipo campeón Estrella Roja de Belgrado.

| Estrella Roja |
| Porteros: Ivan Ranđelović (23), Zoran Banović (7). Dušan Đokić (28/14), Nenad Milijaš (25/5), Dušan Anđelković (24/1), Ibrahima Gueye (24/0), Segundo Castillo (23/8), Dejan Milovanović (23/3), Milan Purović (22/6), Aleksandar Pantić (21/0), Aleksandar Trišović (21/0), Blagoy Georgiev (20/2), Marko Perović (17/0), Nikola Trajković (17/0), Dušan Basta (16/0), Đorđe Tutorić (15/0), Milanko Rašković (14/3), Milan Biševac (14/2), Igor Burzanović (13/3), Ognjen Koroman (12/2), Aílton (11/3), Ely Tadeu (10/0), Miloš Bajalica (9/0), Nebojša Joksimović (9/0), Vladimir Đorđević (5/0), Nikola Žigić (3/2), Nenad Kovačević (3/0), Radovan Krivokapić (3/0), Bojan Miladinović (3/0), Saša Radivojević (3/0), Boško Janković (2/0), Nenad Srećković (2/0), Miloš Reljić (1/1), Goran Adamović (1/0), Marko Nikolić (1/0), Slavko Perović (1/0). Entrenador: Dušan Bajević. |

## Segunda Liga
En la Segunda División (Prva Liga Srbija) compitieron 20 clubes, dos equipos fueron ascendidos a la Superliga Serbia y seis fueron relegados de la Liga Srpska, tercera división del fútbol serbio.
El Napredak Kruševac ganador de la promoción de 4 equipos (clubes ubicados del 3 al 6 º lugar) tiene la oportunidad de jugar un definición de ida y vuelta con el equipo clasificado 10° en la Superliga por un cupo de la Superliga 2007/08.
|  |     | Equipo                 | PJ | PG | PE | PP | GF | GC | DG  | PTS |
|  | --- | ---------------------- | -- | -- | -- | -- | -- | -- | --- | --- |
|  | 1.  | Mladost Lučani         | 38 | 24 | 10 | 4  | 49 | 19 | +30 | 82  |
|  | 2.  | Čukarički Belgrado     | 38 | 20 | 10 | 8  | 42 | 15 | +27 | 70  |
|  | 3.  | Napredak Kruševac (P)  | 38 | 19 | 8  | 11 | 52 | 38 | +14 | 65  |
|  | 4.  | BSK Borča              | 38 | 16 | 14 | 8  | 55 | 35 | +20 | 62  |
|  | 5.  | Rad Belgrado           | 38 | 18 | 8  | 12 | 52 | 34 | +18 | 62  |
|  | 6.  | Radnički Pirot         | 38 | 17 | 8  | 13 | 52 | 36 | +16 | 59  |
|  | 7.  | FK Sevojno             | 38 | 17 | 8  | 13 | 47 | 42 | +5  | 59  |
|  | 8.  | ČSK Pivara             | 38 | 13 | 17 | 8  | 38 | 26 | +12 | 56  |
|  | 9.  | Vlasina Vlasotince     | 38 | 14 | 14 | 10 | 38 | 37 | +1  | 56  |
|  | 10. | OFK Mladenovac         | 38 | 15 | 10 | 13 | 55 | 44 | +11 | 55  |
|  | 11. | Radnički Niš           | 38 | 14 | 13 | 11 | 45 | 35 | +10 | 55  |
|  | 12. | Javor Ivanjica         | 38 | 15 | 9  | 14 | 35 | 42 | -7  | 54  |
|  | 13. | FK Novi Pazar          | 38 | 15 | 8  | 15 | 45 | 51 | -6  | 53  |
|  | 14. | SREM Sremska Mitrovica | 38 | 13 | 9  | 16 | 39 | 47 | -18 | 48  |
|  | 15. | FK Inđija (R)          | 38 | 11 | 13 | 14 | 42 | 51 | -9  | 46  |
|  | 16. | Dinamo Vranje (R)      | 38 | 10 | 15 | 13 | 33 | 37 | -4  | 45  |
|  | 17. | Mačva Šabac (R)        | 38 | 10 | 11 | 17 | 26 | 49 | -23 | 41  |
|  | 18. | BASK Beograd (R)       | 38 | 8  | 11 | 19 | 32 | 46 | -14 | 35  |
|  | 19. | Spartak Subotica (R)   | 38 | 6  | 8  | 24 | 35 | 64 | -29 | 26  |
|  | 20. | Obilić Belgrado (R)    | 38 | 0  | 6  | 32 | 16 | 81 | -65 | 6   |

### Partidos de Playoff
|  | Napredak Kruševac | 0:0 | Borac Čačak |  |  |

|  | Borac Čačak | 1:0 | Napredak Kruševac |  |  |

Napredak Kruševac se mantiene en segunda liga.